# Alexander av Württemberg
Alexander av Württemberg, född 20 december 1804 i Riga, död 28 oktober 1881 i Bayreuth, var hertig av Württemberg och son till Alexander Fredrik av Württemberg.
Han var kusin till drottning Viktoria I av Storbritannien, liksom till hennes gemål, prins Albert. 
Alexander gifte sig på Versailles 1837 med Marie av Bourbon-Orléans (1813–1839), dotter till Ludvig Filip I av Frankrike.

## Barn
- Philipp av Württemberg (Philipp Alexander Maria Ernst) (1838–1917), gift med Maria Theresia av Österrike (1845–1927)